# Гълъбин Боевски
Гълъбин Пепов Боевски е български щангист и олимпийски шампион от Олимпийските игри в Сидни през 2000 г.

## Биография
Роден е на 19 декември 1974 г. в град Кнежа. Възпитаник е на Средно спортно училище „Георги Бенковски“ (Плевен). Първият му треньор по вдигане на тежести е Стефчо Малкодански. 
Трикратен европейски, двукратен световен и олимпийски шампион за мъже по вдигане на тежести в категория 69 кг. 
През 2004 г. е наказан от Световната федерация по вдигане на тежести и отстранен от спорта за 8 години по обвинение в манипулиране на допинг проба.
През октомври 2011 е арестуван на летището в Сао Пауло, Бразилия преди качване на полет за Европа с 9 кг кокаин в багажа. Впоследствие е осъден от бразилски съд на девет години и четири месеца затвор по обвинение в трафик на наркотици.  През октомври 2012 Апелативният съд в Бразилия отказва да намали присъдата му.  
На 23 октомври 2013 Боевски се завръща в България. Отказва да коментира как се е случило освобождаването му. Българското правителство заявява, че то е самостоятелен акт на бразилската държава и не разполага с подробности по темата. 

## Състезателна кариера

### Международни успехи
Гълъбин Боевски прави своя международен дебют в състезание за мъже през 1998 г. на световното първенство в Лахти, Финландия. Завършва четвърти в двубоя, като остава в подножието на медалите. В движението изтласкване печели сребърен медал.
През следващата година става и европейски, и световен шампион, като печели безапелационно шампионатите в Ла Коруня, Испания и в Атина, Гърция в своята категория до 69 кг.
На  летните олимпийски игри в Сидни, 2000 г. печели златния медал в категория до 69 кг. като побеждава съотборника си Георги Марков. 
През 2001 година става световен шампион за втори път. А през 2002 и 2003 година добавя още две европейски титли.
В кариерата си Гълъбин Боевски участва на 8 големи първенства (световно първенство, европейско първенство, олимпиада) като печели шест от тях. Не успява да победи само на Световното първенство в Лахти, Финландия през 1998 г., където завършва четвърти и на Световното първенство във Варшава, Полша, 2002 г., където записва нула в изтласкването и остава без двубой.

### Световни рекорди
Боевски е автор на шест световни рекорди по вдигане на тежести за мъже, всички в категория до 69 кг.
Първият си световен рекорд в двубоя - 352.5 кг поставя на 16 април 1999 г. на Европейското първенство в Ла Коруня, Испания.
След няколко месеца в Атина, на Световното първенство в Гърция, Боевски поставя нови четири световни рекорди в категорията. Два от тях са последователни успешни опити в изхвърлянето на 160.5 кг и на 162.5 кг, следва световен рекорд в изтласкването на 196 кг. и неминуемо - нов световен рекорд в двубоя от 357.5 кг, с който подобрява предишното си постижение от Ла Коруня.
На летните олимпийски игри в Сидни Боевски поставя последният си шести световен рекорд от 196.5 кг. в изтласкването, като печели убедително олимпийската титла в категория до 69 кг.
Световните му рекорди в изтласкването от 196.5 кг в Сидни и световният му рекрд в двубоя - 357.5 кг от Атина остават непобедени цели 13 години до Световното първенство през 2013 г., когато Ляо Хуи от Китай успява да ги подобри съответно със 198 кг и 358 кг.

### №19 сред най-добрите щангисти в историята за всички времена
Резултатът на Боевски на Олимпиадата в Сидни, Австралия, от 162.5 кг в изхвърлянето, 196.5 кг. в изтласкването и двубой от 359 кг. (б.р. за официалното класиране според тогавашните правила се зачита двубой от 357.5 кг.) му отрежда деветнадесето място сред щангистите постигнали най-висок резултат в история на спорта по системата Синклер. При лично тегло 68.65 кг. двубоят му е еквивалентен на 478.69 т.

### Спортни постижения
| Year                                      | Venue                     | Weight                    | Snatch (kg)               | Snatch (kg)               | Snatch (kg)               | Snatch (kg)               | Clean and jerk (kg)       | Clean and jerk (kg)       | Clean and jerk (kg)       | Clean and jerk (kg)       | Total                     | Rank                      |
| Year                                      | Venue                     | Weight                    | 1                         | 2                         | 3                         | Rank                      | 1                         | 2                         | 3                         | Rank                      | Total                     | Rank                      |
| Състезавал се за България                 | Състезавал се за България | Състезавал се за България | Състезавал се за България | Състезавал се за България | Състезавал се за България | Състезавал се за България | Състезавал се за България | Състезавал се за България | Състезавал се за България | Състезавал се за България | Състезавал се за България | Състезавал се за България |
| Летни олимпийски игри                     | Летни олимпийски игри     | Летни олимпийски игри     | Летни олимпийски игри     | Летни олимпийски игри     | Летни олимпийски игри     | Летни олимпийски игри     | Летни олимпийски игри     | Летни олимпийски игри     | Летни олимпийски игри     | Летни олимпийски игри     | Летни олимпийски игри     | Летни олимпийски игри     |
| ----------------------------------------- | ------------------------- | ------------------------- | ------------------------- | ------------------------- | ------------------------- | ------------------------- | ------------------------- | ------------------------- | ------------------------- | ------------------------- | ------------------------- | ------------------------- |
| 2000                                      | Сидни, Австралия          | 69 kg                     | 155.0                     | 160.0                     | 162.5                     | -                         | 185.0                     | 190.0                     | 196.5 WR                  | -                         | 357.5                     | 1                         |
| Световни първенства                       |                           |                           |                           |                           |                           |                           |                           |                           |                           |                           |                           |                           |
| 1998                                      | Лахти, Финландия          | 69 kg                     | 152.5                     | 157.5                     | 157.5                     | 5                         | 185.0                     | 190.0                     | 190.0                     | 2                         | 337.5                     | 4                         |
| 1999                                      | Атина, Гърция             | 69 kg                     | 155.0                     | 160.5 WR                  | 162.5 WR                  | 1                         | 185.0                     | 190.0                     | 196.0 WR                  | 1                         | 357.5 WR                  | 1                         |
| 2001                                      | Анталия, Турция           | 69 kg                     | 150.0                     | 155.0                     | 157.5                     | 6                         | 180.0                     | 187.5                     | 190.0                     | 1                         | 340.0                     | 1                         |
| 2002                                      | Варшава, Полша            | 69 kg                     | 150.0                     | 150.0                     | 155.0                     | 5                         | 187.5                     | 187.5                     | 187.5                     | -                         | -                         | -                         |
| Еропейски първенства                      |                           |                           |                           |                           |                           |                           |                           |                           |                           |                           |                           |                           |
| 1999                                      | Ла Коруня, Испания        | 69 kg                     | 150                       | 155                       | 160                       | 1                         | 182.5                     | 187.5                     | 192.5                     | 1                         | 352.5 WR                  | 1                         |
| 2002                                      | Анталия, Турция           | 69 kg                     | 150                       | 155                       | 160                       | 1                         | 185                       | 190                       | 197                       | 1                         | 350                       | 1                         |
| 2003                                      | Лутраки, Гърция           | 69 kg                     | 150                       | 155                       | 157.5                     | 1                         | 185                       | 190                       | 197.5                     | 1                         | 347.5                     | 1                         |
| Световно първенство за младежи до 20 г.   |                           |                           |                           |                           |                           |                           |                           |                           |                           |                           |                           |                           |
| 1994                                      | Джакарта, Индонезия       | 64 kg                     | 137.5                     | 0                         | 0                         | 2                         | 162.5                     | 0                         | 0                         | 4                         | 300                       | 4                         |
| Европейски първенства за младежи до 20 г. |                           |                           |                           |                           |                           |                           |                           |                           |                           |                           |                           |                           |
| 1993                                      | Валенсия, Испания         | 64 kg                     | 127.5                     | 0                         | 0                         | 5                         | 150                       | 0                         | 0                         | 7                         | 277.5                     | 6                         |
| 1994                                      | Рим, Италия               | 64 kg                     | 135                       | 0                         | 0                         | 2                         | 162.5                     | 0                         | 0                         | 2                         | 297.5                     | 2                         |

## Наказания за употреба на допинг

### Първо наказание
Между 1996 и 1998 г. Боевски изтърпява двугодишно наказание за употреба на анаболни стериоди. Провинение, което щангистът признава, че е извършил. 
Следва да се отбележи, че Боевски е един от щангистите от българския национален отбор, които не са уличени в употреба на допинг и не бива отстранен от олимпийското село след скандала с трите положителни пробив в отбора, избухнал на Олимпийските игри в Сидни. 

### Повторно наказание
През 2004 г. Гълъбин Боевски е наказан отново за осем години по обвинение в манипулиране на допинг проба преди участието му на Световното първенсто през 2003 г.
Президентът на Международната федерация по вдигане на тежести Тамаш Аян заявява, че съотборнците на Боевски Златан Ванев и Георги Марков също са наказани за 18 месеца и ще пропуснат олимпийските игри в Атина през 2004 г.
Тримата са обвинени в манипулиране на допиг пробите си преди Световното първенство във Ванкувър, Канада, през ноември 2003 г. Официалните лица твърдят, че пробите от урината на тримата щангисти са идентични и имат общ произход.
Аян споделя пред немската спортна агенция SID, че наказанието на Боевски е по-дълго, доколкото се касае за второ провинение, същият вече има наказание за друго провинение от 1995 г. Президентът на Международната федерация допълва, че наказанията на Ванев и Марков не са стандартните двегодишни, тъй като е постигнато споразумение с Българската федерация по вдигане на тежести да не се провежда скъпо и обстойно разследване на инцидента.  
Лабораторните изследвания на пробите на тримата щангисти от националния от отбор на България показват, че трите проби, които следва да бъдат дадени от трима различни спортисти, са идентични. Допълнителни ДНК тестове потвърждават, че урината съдържаща се в пробите не е с произход от тримата спортисти, които са се явили на теста. В резултат и тримата са наказани, но Боевски отказва да признае вина, не приема наложеното наказание и единствен обжалва пред Спортния арбитражен съд в Лозана (KAС). Съдът не приема съмненията на Боевски по отношение на условията, при които е съхранявана пробата, нито према за уместни подозренията на шангиста, че пробата би могла да бъде отваряна, без това да се проследи. Не са представени доказателства, кой би могъл да отвори пробата, както и липсват основания да се твърди, че е налице саботаж. Въпреки че пробата на Боевски е дадена пред очите на допинг полицай, атлетът не е прегледан за наличието на допълнителни устройства за манипулирането й. Доколкото Боевски е имал и мотив, и възможност да манипулира пробата си, косвените доказтелства са достатъчни за съда да приеме, че Боевски лично, или давайки съгласието си за това на трето лице, е подменил допинг пробата си. 
Осемгодишното наказание на Боевски на практика прекратява кариерата му след неуспешното обжалване в Лозана. 

## Награди
- Спортист на годината на България (1-во място 1999 г., 3-то – 2000 г., 2-ро – 2001 г.)

## След спортната кариера
Извън състезателната му дейност, професионалното му развитие също е тясно свързано със спорта. В началото на 2004 г. той отваря фитнес център „Боевски 2000“, който се намира в сградата на националния стадион „Васил Левски“. Също така внася хранителни добавки, продукти за възстановяване и отслабване. Женен от 1992 г. и има син Пол и дъщери Сара и Майра. Пол е футболист, а Сара е тенисистка.
През 2007 г. е избран за общински съветник в Столична община като кандидат на ГЕРБ и посочен за председател на Комисията по младежта и спорта. След училищен скандал със сина му Пол през април 2008 г. е принуден да напусне Столичния общински съвет, а неговото членство в ГЕРБ е прекратено същия месец.
На 24 октомври 2011 г. е арестуван на летище Гуарульос в Сао Пауло, Бразилия, при опит да напусне страната с 9 килограма кокаин. Наркотиците са открити в тайници в два от трите спортни сака на непълнолетната му дъщеря Сара, която го е придружавала, за да участва в международен турнир по тенис. На дъщеря му е позволено да напусне Бразилия. Боевски твърди, че е купил куфарите от Бразилия и не знае как наркотиците са се озовали в тях. В края на декември 2011 г. директорът на Главна дирекция „Борба с организираната престъпност“ (ГДБОП) съобщава, че кокаинът е бил предназначен за България и Гълъбин Боевски е щял да бъде възнаграден за неговото пренасяне.
На 3 май 2012 г. е осъден на 9 години и 4 месеца затвор от федералния съд в Бразилия. На 22 октомври 2013 г. напуска Бразилия, а МВнР потвърждава, че е освободен.
През октомври 2020 година е задържан в Португалия отново с обвинение за трафик на наркотици - опит да пренесе над 1 тон кокаин. През април 2022 година е осъден на шест години и половина затвор, които излежава в Португалия.

## Книга
На 21 декември 2013 г. издателска къща „Труд“ публикува книгата на журналиста от вестник „България Днес“ Огнян Георгиев „Белият затворник“. В изданието се описва целият живот и кариерата на Гълъбин Боевски. За пръв път е посочен начинът, по който щангистът успява да излезе от затвора едва две години след изтичането на неговата присъда. Авторът описва тайната около допинг скандала на олимпийските игри в Сидни, конфликта на Боевски с легендарния треньор Иван Абаджиев, годините в емблематичното спортно училище „Олимпийски надежди“, бизнес инициативите на Боевски, както и опитът му да влезе в политиката посредством партия ГЕРБ.